# Дмитровский сельский совет (Крым)
Дмитровский сельский совет (укр. Дмитрівська сільська рада, крымскотат. Heyrus köy şurası) — административно-территориальная единица в Советском районе в составе АР Крым Украины (фактически до 2014 года), ранее до 1991 года — в составе Крымской области УССР в СССР, до 1954 года — в составе Крымской области РСФСР в СССР, до 1945 года — в составе Крымской АССР РСФСР в СССР. Расположен на северо-западе района в степном Крыму, на побережье Сиваша, у границы с Нижнегорским. Население по переписи 2001 года — 1586 человек, площадь совета 153 км².
К 2014 году сельсовет состоял из 2 сёл:
- Дмитровка
- Ровенка

## История
Черно-Кошский сельсовет был образован в 1930-е годы (на 1940 год он уже существовал). Указом Президиума Верховного Совета РСФСР от 21 августа 1945 года Черно-Кошский сельсовет был переименован в Дмитровский. С 25 июня 1946 года сельсовет в составе Крымской области РСФСР. 26 апреля 1954 года Крымская область была передана из состава РСФСР в состав УССР. Время упразднения сельсовета и включения сёл в Некрасовский пока не установлено: на 15 июня 1960 года они числились в его составе. В июне 1975 года Дмитровский сельский совет был возрождён и на 1 января 1977 года уже имел современный состав. С 12 февраля 1991 года сельсовет в восстановленной Крымской АССР, 26 февраля 1992 года переименованной в Автономную Республику Крым. С 21 марта 2014 года в составе Крыма аннексирован Россией. Законом «Об установлении границ муниципальных образований и статусе муниципальных образований в Республике Крым» от 4 июня 2014 года территория административной единицы была объявлена муниципальным образованием со статусом сельского поселения.